# Estética trascendental
La estética trascendental es definida por Kant como la ciencia de todos los principios a priori de la sensibilidad. La estética trascendental junto con la lógica trascendental forman doctrina trascendental de los elementos, que es la primera parte de la Crítica de la razón pura del filósofo prusiano Immanuel Kant.

## Fundamentos de la estética trascendental
Cualquiera que sea el modo como un conocimiento pueda relacionarse con los objetos, aquel en que la relación es inmediata y que sirve de medio a todo pensamiento se llama intuición.
Pero esta intuición solo tiene lugar en tanto que el objeto nos es dado, lo cual solo es posible, al menos para nosotros los humanos, cuando el espíritu ha sido afectado por él de cierto modo. Se llama sensibilidad la capacidad de recibir las representaciones según la manera como los objetos nos afectan. Los objetos nos son dados mediante la sensibilidad, y ella únicamente es la que nos ofrece las intuiciones; pero, solo el entendimiento los concibe y forma los conceptos. Mas todo pensamiento debe referirse en último término, directa o indirectamente, mediante ciertos signos, a las intuiciones, y por consiguiente a la sensibilidad; pues de otra manera ningún objeto puede sernos dado.
Consiste la sensación en el efecto de un objeto sobre nuestra facultad representativa, al ser afectado por él. Se llama empírica la intuición que se relaciona con un objeto mediante la sensación.
El objeto indeterminado de una intuición empírica se llama fenómeno.
Dentro de esta teoría del conocimiento una parte elemental son las denominadas intuiciones puras. Las intuiciones puras es todo aquello en lo cual no se halla nada de lo que pertenece a la sensación. Percibe toda diversidad de los fenómenos bajo relaciones a priori. Según Kant las intuiciones puras son el espacio y el tiempo.

## Exposición metafísica del concepto del espacio
Mediante el sentido externo nos representamos objetos exteriores a nosotros y como reunidos en el espacio. En el espacio pues están determinados o son determinables la figura, tamaño y relaciones de tales objetos. El sentido interno, por medio del cual el espíritu se contempla a sí mismo o sus estados interiores, no nos da en verdad ninguna intuición del alma misma como objeto; pero es sin embargo, una forma determinada bajo la que solo es posible la intuición de su estado interno;de tal modo que de todo lo que pertenece a determinaciones interiores es representado en relaciones de tiempo. Así como el tiempo no puede ser percibido exteriormente, tampoco el espacio es susceptible de ser considerado como algo interior en nosotros.
El espacio no es un concepto empírico derivado de experiencia externas, porque para que ciertas sensaciones se refieran a alguna cosa fuera de nosotros y para que uno pueda representarse las cosas como exteriores y por consiguiente no solo diferentes sino también en diferentes lugares, debe existir ya en principio la representación del espacio. De aquí se infiere que la representación del espacio no puede ser adquirida por la experiencia de las relaciones de los fenómenos externos.

## Exposición metafísica del concepto del tiempo
El tiempo no es un concepto empírico derivado de experiencia alguna, porque la simultaneidad o la sucesión no serían percibidas si la representación a priori del tiempo no les sirviera de fundamento.
El tiempo es una representación necesaria que sirve de base a todas las intuiciones. No se puede suprimir el tiempo en los fenómenos en general, aunque se puedan separar muy bien estos de él. El tiempo está dado a priori, solo en él es posible toda realidad de los fenómenos.
En esta necesidad a priori se funda también la posibilidad de los principios Apodícticos de las relaciones o axiomas del tiempo en general, tales como el tiempo más que una dimensión, los diferentes tiempos no son simultáneos, sino sucesivos. Estos principios no son deducidos de la experiencia porque esta no puede dar una universalidad ni una certeza apodíctica.
El tiempo no es ningún concepto discursivo o, como se dice, general sino una forma pura de la intuición sensible; tiempos diferentes no son más que partes del mismo tiempo.
La naturaleza infinita del tiempo significa que toda cantidad determinada de tiempo es solamente posible por las limitaciones de un único tiempo que les sirve de fundamento. Por lo tanto la representación primitiva del tiempo debe ser dada como ilimitada.